# Saccharomyces eubayanus
Saccharomyces eubayanus, eine kryotolerante (kältetolerante) Zuckerhefenart, ist höchstwahrscheinlich eine der beiden Elternspezies der untergärigen Hefe Saccharomyces pastorianus.
Sie ist in der Lage, Glukose und Maltose bei niedrigen Temperaturen zu vergären.
Saccharomyces eubayanus wurde erstmals in Nordpatagonien (Argentinien) entdeckt (Referenzstamm PYCC 6148T). Ihre Rolle als eine der Elternspezies von Saccharomyces pastorianus ist möglicherweise ein Beispiel für den „kolumbianischen Austausch“ (englisch Columbian exchange, Austausch von Spezies zwischen der Neuen und Alten Welt seit der Entdeckung Amerikas 1492 durch Christoph Kolumbus).
Allerdings gibt Hinweise darauf, dass untergäriges Rotbier in Süddeutschland bereits im frühen 14. Jahrhundert gebraut wurde, und auch die Brauordnung der Stadt Nabburg von 1474 erwähnt untergäriges Bier.

## Merkmale
Die Zellen sind rund bis eiförmig und messen 2,5–5 × 5–7 Mikrometer. Ein Pseudomycelium liegt nicht vor. Die Schläuche sind oval und ausdauernd und enthalten zwei bis vier Sporen. Die  Hauptdiagnose ist die Genomsequenz, die in der Gendatenbank des NCBI mit der Nummer SRP006155 in SRA030851 hinterlegt ist. Der Typusstamm ist CBS 12357 T (CRUB 1568T, PYCC 6148T).

## Geschichte
Seit 1985 wird vermutet, dass Saccharomyces pastorianus ein Hybrid der herkömmlichen obergärigen Hefe Saccharomyces cerevisiae, die für die Brotherstellung und das Brauen nach überkommener Weise (Altbier, Kölsch,  Ale etc.) Verwendung findet, und einer weiteren, zunächst noch unbekannten Saccharomyces-Spezies ist; als letztere wurden vor allem  Saccharomyces bayanus und seit der Entdeckung 2011 in Argentinien auch Saccharomyces eubayanus kontrovers diskutiert. Seit 2018 wird Saccharomyces eubayanus zusammen mit Saccharomyces cerevisiae als Vorfahre von Saccharomyces pastorianus angesehen und Saccharomyces bayanus ist als Vorfahre ausgeschlossen. Durch Genomanalyse wurde festgestellt, dass der Nicht-cerevisiae-Anteil im Genom von Saccharomyces pastorianus zu 99 Prozent mit Saccharomyces eubayanus identisch ist.

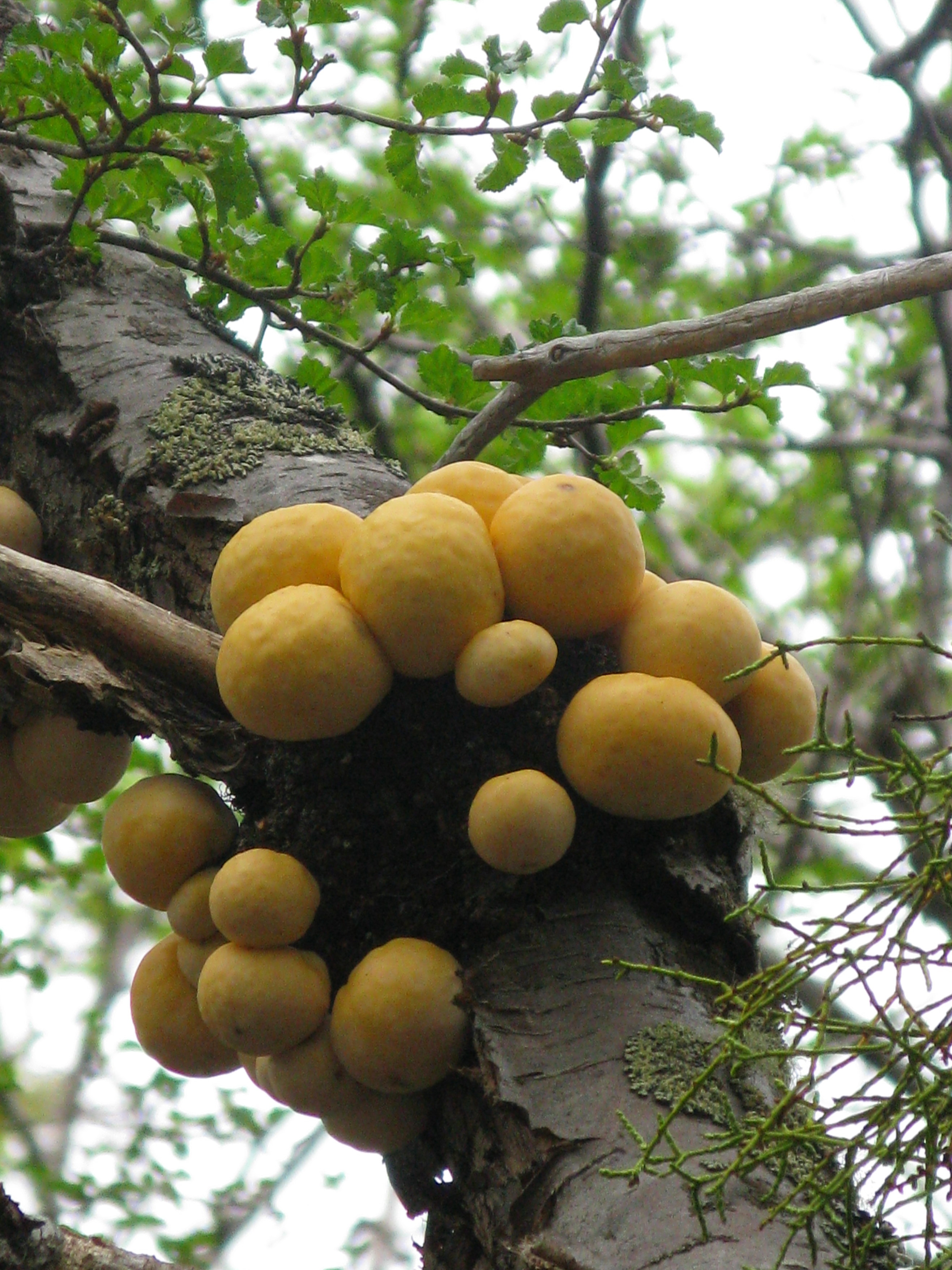
Cyttaria hariotii

Wie in der Erstbeschreibung 2011 berichtet, wurde Saccharomyces eubayanus in Nordpatagonien (Argentinien) entdeckt, ökologisch assoziiert mit Scheinbuchen-Wäldern (Nothofagus spp., auch Südbuchen genannt) und parasitären biotrophen Pilzen der Gattung Cyttaria. Mit Entdeckungen in anderen Teilen der Welt, wie im US-Bundesstaat Wisconsin (Sheboygan Indian Mound Park) und in Ostasien (Tibet/Sichuan) wurde der südamerikanische Ursprung von Saccharomyces eubayanus durch genomische und phylogenetische Hinweise, die auf einen tibetischen Ursprung hindeuten, in Frage gestellt. Als Argument für diese Theorie wurden die bessere Übereinstimmung mit Geografie und der Geschichte des Welthandels angesichts der eurasischen Landverbindung (vgl. Seidenstraße) angeführt. Seitdem haben weitere Genomanalysen eine geringere genetische Vielfalt der südamerikanischen Stämme ergeben, was auf einen biogeografischen Ausgangspunkt der Verbreitung in Patagonien hindeutet. Als Überträger (gewissermaßen Vektoren), die für die Ausbreitung der Hefen von Kontinent zu Kontinent sorgen könnten, wurden von Chris Hittinger Vögel vorgeschlagen.
2022 konnte eine Forschergruppe des University College Dublin Saccharomyces eubayanus schließlich auch in Bodenproben aus Irland nachweisen. Weitere Nachweise aus Europa sind zu erwarten.
Phylogenetisch gesehen steht Saccharomyces eubayanus basal im Stammbaum der Gattung Saccharomyces (Zuckerhefen) und ist gut an die kühlere Umgebung der Nothofagus-Wälder angepasst; es wird angenommen, dass die wärmetoleranten Saccharomyces-Arten sich aus diesen entwickelt haben, die Thermotoleranz also ein abgeleitetes Merkmal ist.

## Genom
Die Genomanalyse von Saccharomyces eubayanus zeigte, dass das Genom diese Spezies nach Vorhersage (englisch de novo assembly) 5.515 Protein-kodierende Gene haben sollte, von denen 4.993 eindeutige 1:1-Orthologe zu Genen von Saccharomyces cerevisiae und Saccharomyces uvarum sind.
Genomanalysen der Populationen in Patagonien haben dort zwei Hauptpopulationen von Saccharomyces eubayanus  identifiziert, Patagonien A und Patagonien B/Holarctic.
Dies sind die engsten bekannten wilden Verwandten der untergärigen Hefen, denn beim Vergleich zeigen diese wilden Stämme zu 99,82 Prozent bzw. 99,72 Prozent Übereinstimmung mit dem von Saccharomyces eubayanus stammenden Subgenom der untergärigen Hefe Saccharomyces pastorianus.
Die heute bei der Produktion untergäriger Biere benutzen Hefestämme gehören zwei verschiedenen Linien an:
- Typ 1 (Saaz) genannt, umfasst die allotriploiden Stämme (Saccharomyces carlsbergensis: CBS 1513, CBS 1503, …) mit zwei Kopien des Genoms von Saccharomyces eubayanus und nur einer Kopie des Genoms von Saccharomyces cerevisiae[15]
- Typ 2 (Frohberg), umfasst die allotetraploide Stämme (Saccharomyces pastorianus: WS 34/70, CBS 1538, CBS 1438, …) mit einer vollständigen diploiden Genomkopie von Saccharomyces eubayanus als auch von Saccharomyces cerevisiae[15]

Die Saaz-Stämme, die ihrer Elternspezies Saccharomyces eubayanus physiologisch ähnlicher sind, wachsen bei niedrigen Temperaturen viel effizienter, was mit der Kältetoleranz dieser Art und ihrem höheren Anteil (von 2⁄3) im Genom des Saaz-Typs im Vergleich zum Frohberg-Typ (mit 1⁄2) übereinstimmt.
Da sich Saccharomyces-Hefen bei höheren Temperaturen nach oben, bei niedrigen aber nach unten absetzen,
werden die wärmetoleranten Vertreter als obergärig und die kältetoleranten als untergärig bezeichnet.
Aus diesem Grund zählt Saccharomyces eubayanus zu den untergärigen Hefen (englisch wild lager yeast).
Die Frage, ob die beiden Linien aus zwei unabhängigen oder einem einzigen Hybridisierungsereignis hervorgegangen sind, war zunächst offen. Die monophyletische Hypothese wurde z. B. von Jürgen Wendland, B. Gibson und G. Liti vertreten. In diesem Fall wäre der Saaz-Typ zu einem frühen Zeitpunkt aus dem Frohberg-Typ durch Genom-Reduktion hervorgegangen. In diesem Fall wäre die S. pastorianus Max Rees, 1870 die gemeinsame Artbezeichnung für beide Typen.
Inzwischen zeichnet sich ab, dass beide Linien wohl bereits vor etwa 500 bis 1000 Jahren durch unabhängige Hybridisierungsereignisse entstanden sind.

## Verwendung
Im Jahr 2015 gelang es erstmals durch interspezifische Hybridisierung von Saccharomyces cerevisiae mit Saccharomyces eubayanus neuartige Typen untergäriger Hefe als Hybride Saccharomyces eubayanus x Saccharomyces cerevisiae zu schaffen.
Die Verwendung gentechnischer Methoden ist dafür nicht erforderlich, so dass gesetzlichen Bestimmungen und Verbraucherwünschen entsprochen werden kann.
Allerdings können hybride Genome in der industriellen Nutzung zu genetischer Instabilität führen.
Saccharomyces eubayanus kann auch selbst zum Brauen von untergärigem Bier (englisch wild lager beer) verwendet werden.